# Kawęczyn (Łódź)
Kawęczyn [pronunciación en polaco: /kaˈvɛnt͡ʂɨn/] es un pueblo en el distrito administrativo de Gmina Aleksandrów, dentro del condado de Piotrków, voivodato de Łódź, en el centro de Polonia. Se encuentra aproximadamente 2 kilómetros al oeste de Aleksandrów, 25 kilómetros al sureste de Piotrków Trybunalski, y 67 kilómetros al sureste de la capital regional, Łódź. 